# Hugh Montgomery
Hugh Lowell Montgomery (Muncie, 26 de agosto de 1944) é um matemático estadunidense.
Trabalha nos campos da teoria analítica dos números e análise matemática. Bolsista Rhodes, obteve o Ph.D. na Universidade de Cambridge, orientado por Harold Davenport. É professor da Universidade de Michigan.
É conhecido pela conjectura da correlação par de Montgomery, seu desenvolvimento do método da peneira grossa e por ser coautor (com Ivan Morton Niven e Herbert Zuckerman) de um dos textos introdutórios padrão sobre teoria dos números, An Introduction to the Theory of Numbers, em sua quinta edição (ISBN 0471625469).
Foi palestrante convidado do Congresso Internacional de Matemáticos em Vancouver (1974: Distribution of zeros of the Riemann Zeta Function). É fellow da American Mathematical Society. 

## Publicações selecionadas
- Beauzamy, Bernard; Bombieri, Enrico; Enflo, Per; Montgomery, Hugh L. (1990). «Products of polynomials in many variables». Journal of Number Theory. 36 (2): 219–245. doi:10.1016/0022-314X(90)90075-3
- Davenport, Harold. Multiplicative number theory. Third edition. Revised and with a preface by Hugh L. Montgomery. Graduate Texts in Mathematics, 74. Springer-Verlag, New York, 2000. xiv+177 pp. ISBN 0-387-95097-4.
- Levinson, Norman; Montgomery, Hugh L. "Zeros of the derivatives of the Riemann zeta function". Acta Math. 133 (1974), 49—65.
- Montgomery, Hugh L. Topics in multiplicative number theory. Lecture Notes in Mathematics, Vol. 227. Springer-Verlag, Berlin-New York, 1971. ix+178 pp.
- Montgomery, Hugh L. Ten lectures on the interface between analytic number theory and harmonic analysis. CBMS Regional Conference Series in Mathematics, 84. Published for the Conference Board of the Mathematical Sciences, Washington, DC; by the American Mathematical Society, Providence, RI, 1994. xiv+220 pp. ISBN 0-8218-0737-4.
- Montgomery, H. L.; Vaughan, R. C. The large sieve. Mathematika 20 (1973), 119—134.
- Montgomery, Hugh L., and Vaughan, Robert C. Multiplicative number theory. I. Classical theory. Cambridge Studies in Advanced Mathematics, 97. Cambridge University Press, Cambridge, 2007. xviii+552 pp. ISBN 978-0-521-84903-6; 0-521-84903-9.
- Niven, Ivan; Zuckerman, Herbert S.; Montgomery, Hugh L. An introduction to the theory of numbers. Fifth edition. John Wiley & Sons, Inc., New York, 1991. xiv+529 pp. ISBN 0-471-62546-9